# Badnogo 2
Pour les articles homonymes, voir Badnogo.
Ne doit pas être confondu avec Badnogo 1 ou Badinogo 2.
Badnogo 2 est une localité du située dans le département de Saaba de la province du Kadiogo dans la région Centre au Burkina Faso. En 2006, cette localité comptait 1 039 habitants dont 55,7 % de femmes.

## Santé et éducation
Le centre de soins le plus proche de Badnogo 2 est le centre médical de Saaba tandis que l'hôpital d'importance est le centre hospitalo-universitaire (CHU) du pays qui se trouve dans le quartier de Bogodogo à Ouagadougou.